# Sińce
Sińce (deutsch Schinz) ist ein Dorf in der polnischen Woiwodschaft Westpommern und gehört zur Landgemeinde Białogard (Belgard) im Powiat Białogardzki.

## Geographische Lage
Sińce liegt acht Kilometer südwestlich von Białogard und ist auf einer Nebenstraße über Standemin zu erreichen. Die Umgebung ist beschaulich-hügelig und wird vom Flüsschen Topiel (Nonnenbach) durchzogen, der früher hier sogar eine Mühle angetrieben hat.

## Geschichte
Das Guts- und Bauerndorf Schinz war ein altes Podewilsches Lehen. Im Jahre 1730 wurde das Gut an Franz Hever verkauft, ihm folgten zahlreiche wechselnde Eigentümer, darunter eine Linie derer von Dassel, zuletzt bis 1945 Walter Weske. Durch Ankauf der vorhandenen drei Bauernhöfe durch das Gut wurde Schinz im Jahre 1867 reines Gutsdorf. Damals lebten 178 Einwohner in 14 Wohnhäusern mit acht Wirtschaftsgebäuden.
In Schinz wurde vor allem Viehzucht betrieben, wobei die Züchtung von Trakehner-Hengsten von besonderem Erfolg gekrönt war.
Im Jahre 1928 wurde die Gemeinde Klein Reichow in den Gutsbezirk integriert und zur Landgemeinde Schinz vereinigt. 1939 zählte der Ort 326 Einwohner bei 74 Haushaltungen. Schinz (mit Klein Reichow) lag bis 1945 im Landkreis Belgard (Persante) und gehörte zum Amts- und Standesamtsbezirk Standemin im Amtsgerichtsbezirk Belgard. Letzte deutsche Amtsinhaber waren: Amtsvorsteher Walter Weske und Standesbeamter Max Krebs. Für Ruhe und Ordnung sorgte die polizeiliche Gewalt in der Person von Oberlandjäger Karl Bark aus Podewils.
Als am 4. März 1945 die Rote Armee in Schinz einmarschierte, brachen die sowjetischen Soldaten in die Gutsbrennerei ein und plünderte sie. Gutsbesitzer Walter Weske fand dabei in seiner Brennerei einen gewaltsamen Tod. Zwischen Herbst 1945 und September 1947 wurde die einheimische Bevölkerung aus dem Ort vertrieben. Schinz kam in polnische Hand und gehört heute als Sińce zur Landgemeinde Białogard.

## Kirche
Kirchlich gehörte Schinz zur Kirchengemeinde Standemin im gleichnamigen Kirchspiel. Damit lag der Ort im Kirchenkreis Belgard der Kirchenprovinz Pommern in der evangelischen Kirche der Altpreußischen Union. Das Kirchenpatronat übte zuletzt Walter Weske aus.
Heute gehört Sińce zum Kirchspiel Koszalin (Köslin) in der Diözese Pommern-Großpolen der polnischen Evangelisch-Augsburgischen Kirche.
Bereits vor 1867 stand in Schinz eine Schule.

## Söhne und Töchter des Ortes
- Ernst von Dassel (1848–1918), preußischer Generalmajor